# Le Jardin des plaisirs (film, 1961)
Pour les articles homonymes, voir Le Jardin des plaisirs.
Pour plus de détails, voir Fiche technique et Distribution.
Le Jardin des plaisirs (titre original : Lustgården) est un film suédois réalisé par Alf Kjellin, sorti en 1961.

## Fiche technique
- Titre original : Lustgården
- Titre français : Le Jardin des plaisirs
- Réalisation : Alf Kjellin
- Scénario : Ingmar Bergman et Erland Josephson
- Photographie : Gunnar Fischer
- Musique : Erik Nordgren
- Pays d'origine : Suède
- Format : Couleurs - 1,37:1 - Mono
- Durée : 93 minutes
- Date de sortie : 1961

## Distribution
- Sickan Carlsson : Fanny
- Gunnar Björnstrand : David Samuel Franzén
- Bibi Andersson : Anna
- Per Myrberg : Emil
- Kristina Adolphson : Astrid Skog
- Stig Järrel : Ludvig Lundberg
- Gösta Cederlund : Liljedahl